# Actaea grimaldii
Actaea grimaldii es una especie de crustáceo decápodo de la familia Xanthidae.

## Etimología
Recibe su nombre específico en honor al príncipe Alberto II de Mónaco, quien patrocinó varias expediciones científicas, entre las cuales está «Papua Niugini», que la descubrió. Además la coloración de A. grimaldii concuerdan con los colores de la Casa de Grimaldi, a la que el príncipe pertenece.

## Descripción
Se caracteriza por su coloración que es roja y blanca, distinguiéndose de A. spinosissima por la disposición de las espinas de su caparazón, quelípedos y pereiópodos además de la estructura de los gonópodos masculinos. Es similar en apariencia a A. polyacantha, sin embargo difieren en el caparazón.

## Hábitat y distribución
Vive en los arrecifes de coral de las costas de las islas Molucas, de Papúa Nueva Guinea y posiblemente de Australia. La localidad tipo se encuentra en el distrito de Madang, en la provincia homónima (Papúa Nueva Guinea).